# Guy Moussi
Guy Moussi (Bondy, 23 gennaio 1985) è un ex calciatore francese, di ruolo centrocampista.

## Carriera
Il 21 novembre 2014 firma un contratto di due mesi con il Birmingham City.